# Mordkommission (Fernsehserie, 1973)
Mordkommission war eine 26-teilige ZDF-Vorabendserie, die in zwei Staffeln à 13 Folgen produziert 1973/74 und 1975 ausgestrahlt wurde. 

## Handlung
Die Münchner Kriminalpolizei unter Hauptkommissar Georg Wieker ermittelt wegen unterschiedlicher Tötungsdelikte in der bayerischen Landeshauptstadt. Wiekers kriminalistische Fähigkeiten haben ihm im Kollegenkreis den Spitznamen „Der Zauberer“ eingebracht. In der ersten Staffel leitet er die Mordkommission, in der zweiten wird er zum „Koordinator“ befördert und löst die Fälle überwiegend vom Schreibtisch aus.

## Sonstiges
Da Wieker die Mehrzahl der Fälle im Präsidium klären kann, wartet die Serie mit wenigen Außenaufnahmen auf. Die Innenaufnahmen wurden in den Ateliers der Fernsehstudio München Atelierbetriebs-GmbH in Unterföhring gedreht. Hierfür gab es spezielle Studiokameras unter der Leitung von Alois Nitsche. Die Kameraführung bei den Außenaufnahmen lag in den Händen von Bernhard Stebich (Staffel 1) und Wolfgang Schallon (Staffel 2).
Gemeinsam ist beiden Staffeln die große Anzahl an ermittelnden Beamten und anderen durchgehenden Rollenfiguren.
Fritz Strassner, in der zweiten Staffel als KHK Rosskamp zu sehen, hatte bereits in der Folge Geständnis in Staffel 1 eine Gastrolle. In Folge 25 der zweiten Staffel (Kapriolen der Gesellschaft) wirkte Carola Regnier, die älteste Tochter von Charles Regnier und Pamela Wedekind, mit. Häufigster Gastschauspieler war Götz Olaf Rausch mit vier Auftritten in beiden Staffeln. 
Diese Serie hat nichts mit der gleichnamigen ZDF-Serie zu tun, die Ende der 1990er Jahre entstand und von 1998 bis 2000 gesendet wurde.

## Episodenliste

### Staffel 1
| Nr. (gesamt) | Nr. (Staffel) | Erstausstrahlung  | Titel                           | Gastschauspieler (Auswahl)                                                                |
| 1            | 1             | 17. Oktober 1973  | Der Zauberer                    | Will Danin, Hannes Kepler, Helmuth Haupt                                                  |
| 2            | 2             | 24. Oktober 1973  | Gesellschaftsspiel              | Franz Mosthav, Josef Fröhlich, Walter Ladengast, Harry Kalenberg, Wolf Ackva              |
| 3            | 3             | 28. November 1973 | Mutter Zwilcher                 | Nikolaus Schilling, Maria Lucca, Iris Mayer, Marita Janowski, Alexander Malachovsky       |
| 4            | 4             | 5. Dezember 1973  | Erste Vernehmung                | Götz Olaf Rausch, Edith Kallhardt, Thea Hetschel, Margit Hetschel                         |
| 5            | 5             | 12. Dezember 1973 | K-Wache                         | Franz Schafheitlin, Hilli Wildenhain, Mady Rahl, Max Mairich, Nino Korda, Werner Abrolat  |
| 6            | 6             | 19. Dezember 1973 | Brandstiftung                   | Sybille Binder, Kurt Hepperlin, Karin Jacobsen, Alois Maria Giani, Alexis von Hagemeister |
| 7            | 7             | 2. Januar 1974    | Vermißt: Hajo Quandt            | Hans Zander, Steffi Freund, Peter Steiner                                                 |
| 8            | 8             | 9. Januar 1974    | Der Blitzschlag                 | Norbert Gastell, Gerlinde Locker, Thomas Reiner                                           |
| 9            | 9             | 16. Januar 1974   | Geständnis                      | Fritz Strassner, Hans Stadtmüller, Jutta Schwarz, Harald Dietl                            |
| 10           | 10            | 23. Januar 1974   | Der Fußballnarr                 | Trude Breitschopf, Jan Groth, Max Grießer, Jochen Striebeck, Michael Gahr                 |
| 11           | 11            | 30. Januar 1974   | Die Meute                       | Erik Jelde, Simone Rethel, Jürgen Flimm, Barbara Rath                                     |
| 12           | 12            | 6. Februar 1974   | Das Verschwinden von Karin Klar | Sigurd Fitzek, Ulrich Beiger, Margot Trooger, Edgar Wenzel                                |
| 13           | 13            | 13. Februar 1974  | Höherer Dienst                  | Annemarie Wendl, Mathias Hell, Maria Hauer, Götz Olaf Rausch                              |

### Staffel 2
| Nr. (gesamt) | Nr. (Staffel) | Erstausstrahlung | Titel                      | Gastschauspieler (Auswahl)                                    |
| 14           | 1             | 19. März 1975    | Profi auf Reise            | Jan Groth, Mathias Hell, Thomas Reiner                        |
| 15           | 2             | 26. März 1975    | Stecknadel im Heuhaufen    | Günther Clemens, Ursula Erber, Felicitas Peters, Max Grießer  |
| 16           | 3             | 2. April 1975    | Klettersonntag             | Uschi Blauth, Oliver Domnick, Bernd Helfrich                  |
| 17           | 4             | 9. April 1975    | Zahltag                    | Werner Abrolat, Imo Heite, Harry Raymon                       |
| 18           | 5             | 16. April 1975   | Die heiße Zelle            | Michael Hoffmann, Götz Olaf Rausch, Herbert Tiede             |
| 19           | 6             | 23. April 1975   | Frau Dannheissers Schuld   | Horst Jüssen, Klaus Krüger, Lilith Ungerer                    |
| 20           | 7             | 30. April 1975   | Ende einer Laufbahn        | Michael Stippe, Hans Zander                                   |
| 21           | 8             | 7. Mai 1975      | Doppelgänger               | Gernot Duda, Gundy Grand, Stefan Miller                       |
| 22           | 9             | 14. Mai 1975     | Fachmann für Mord          | Anita Höfer, Helmut Schneider, Wolf Ackva                     |
| 23           | 10            | 21. Mai 1975     | Paschas letzte Show        | Astrid Fournell, Walter Hoor, Götz Olaf Rausch, Herbert Tiede |
| 24           | 11            | 28. Mai 1975     | Bombenalibi                | Elma Karlowa, Frank Nossack, Edwige Pierre                    |
| 25           | 12            | 4. Juni 1975     | Kapriolen der Gesellschaft | Inge Langen, Carola Regnier, Gerhart Lippert                  |
| 26           | 13            | 11. Juni 1975    | Amok                       | Marius Aicher, Ingrid Fröhlich, Wilfried Klaus                |

## Kritiken
Wenig schmeichelhaft beurteilt die Krimihomepage diese Serie: Zum einen wird das "Studioflair" bemängelt, zum anderen Requisiten, wie z. B. eine deutlich als solche zu erkennende Gummihand, die in einer Episode aus der Erde ragt. In der Folge Ende einer Laufbahn ist es der offensichtliche Kopf einer Schaufensterpuppe "mit einer Perücke aus dem Sonderangebot", der Anlass zu unfreiwilliger Komik gäbe. Die von Regisseur Kurt Wilhelm in einem Interview mit einer TV-Zeitschrift geäußerte Überzeugung, ein "ordentliches Konkurrenzprodukt" zur Serie Der Kommissar produziert zu haben, sei nahezu "grotesk".
Wortwörtliches Fazit der Krimihomepage: "Absoluter Trash, nur für Fans von Studioflair und hart gesottene Charles-Regnier-Anhänger geeignet!"
Das Fernsehlexikon haut in eine ähnliche Kerbe: "Wieker lässt die Verdächtigen der Reihe nach in seinem Büro antanzen und kombiniert überwiegend vom Schreibtisch aus. So geht es am schnellsten (und in der Produktion der Serie am preiswertesten), denn eigentlich ist nur wichtig, dass die Akten im Schrank verschwinden können."